# الخضر (بيت لحم)
الخضر بلدة فلسطينية تقع إلى الغرب من مدينة بيت لحم، وتبعد عنها حوالي 5 كيلومترات، يصلها طريق محلي يربطها بالطريق الرئيسي القدس – الخليل طوله 1.4كيلومتر، ترتفع عن سطح البحر 839 مترا، وتبلغ المساحة العمرانية للقرية 800 دونمًا، يدير شؤونها رئيس لبلدية، وترجع تسميتها إلى دير أقيم تخليدًا للقديس جورج/الخضر أقيم في المكان.

## السكان والبنية التحتية
تبلغ مساحة أراضي الخضر 20100 دونم، تحيط بأراضيها أراضي بلدات بيت فجار، بيت أمّر، نحالين، أراضي قرية بتير، بيت جالا، بيت اسكاريا وواد رحال وجورة الشمعة وواد النيص وام سلمونه إرطاس، وبيت لحم.
تشتهر الخضر بزراعة الكروم والتين والخوخ، والتفاح والسفرجل.
بلغ عدد سكانها عام 1931 م حوالي 914 نسمة وبلغ عدد سكانها عام 1967م بعد الاحتلال وفق الإحصاء الصهيوني حوالي 2100 نسمة ارتفع إلى 4400 نسمة عام 1987.[بحاجة لمصدر]، ويقدر عدد سكانها اليوم بـ 13000 نسمة.
في البلدة عدة مدارس الأهلية والحكومية لمختلف المراحل الدراسية، وفيها عيادة ومركز لرعاية الأمومة والطفولة وتتوفر فيها الخدمات الهاتفية والبريدية. كما فيها ملعب رياضي كبير تبرعت لتمويل إنشائه دولة البرتغال، بدئ العمل فيه سنة 2000 ضمن مشروع بيت لحم 2000، ثم توقف لفترة طويلة بسبب أحداث الانتفاضة الثانية لوقوعه قرب طريق المستوطنين الالتفافي حيث كان نقطة تماس في المواجهات بين الفلسطينيين وجنود الاحتلال الإسرائيلي، وافتتح عام 2007.[بحاجة لمصدر]

## أماكن مهمة
- دير وكنيسة القديس جورج / الخضر ويقع في طرف البلدة الغربي ويعتبر مزارًا لكل من المسيحيين والمسلمين، وقد بُنيت الكنيسة الحالية عام 1912 على أنقاض كنيسة من القرن السادس عشر.[5]
- في القرية ضريح المناضل السوري سعيد العاص الذي كان من قادة ثورة 1936 واستشهد في معركة وقعت على أراضيها في 6 تشرين أول 1936.

## الاحتلال والاستيطان الصهيوني
فقدت القرية 218 دونما من أراضيها في نكبة عام 1948، وبعد احتلال القرية عام 1967 صادرت سلطات الاحتلال جزء من أراضيها وأقامت عليها مستعمرة (كفار عصيون) وهي كيبوتس أنشئ على أرض مساحتها 4500 دونم ويقطنها 461 مستوطن، ومستوطنة (دانئيل) وهي قرية سكنية أنشأت عام 1983 م على أرض مساحتها 200 دونم. كما صادرت قوات الاحتلال عام 1978 منطقة ظهر أبوسليمه من اراضي الخضر واقامت علية مستعمرة العازر، واراضي كيكان ودفماق وعرق الذيبه وصولا إلى عقبة عابد وإلى منطقة العروس المسخوطه واقامت مستعمرة افرات عام 1980.

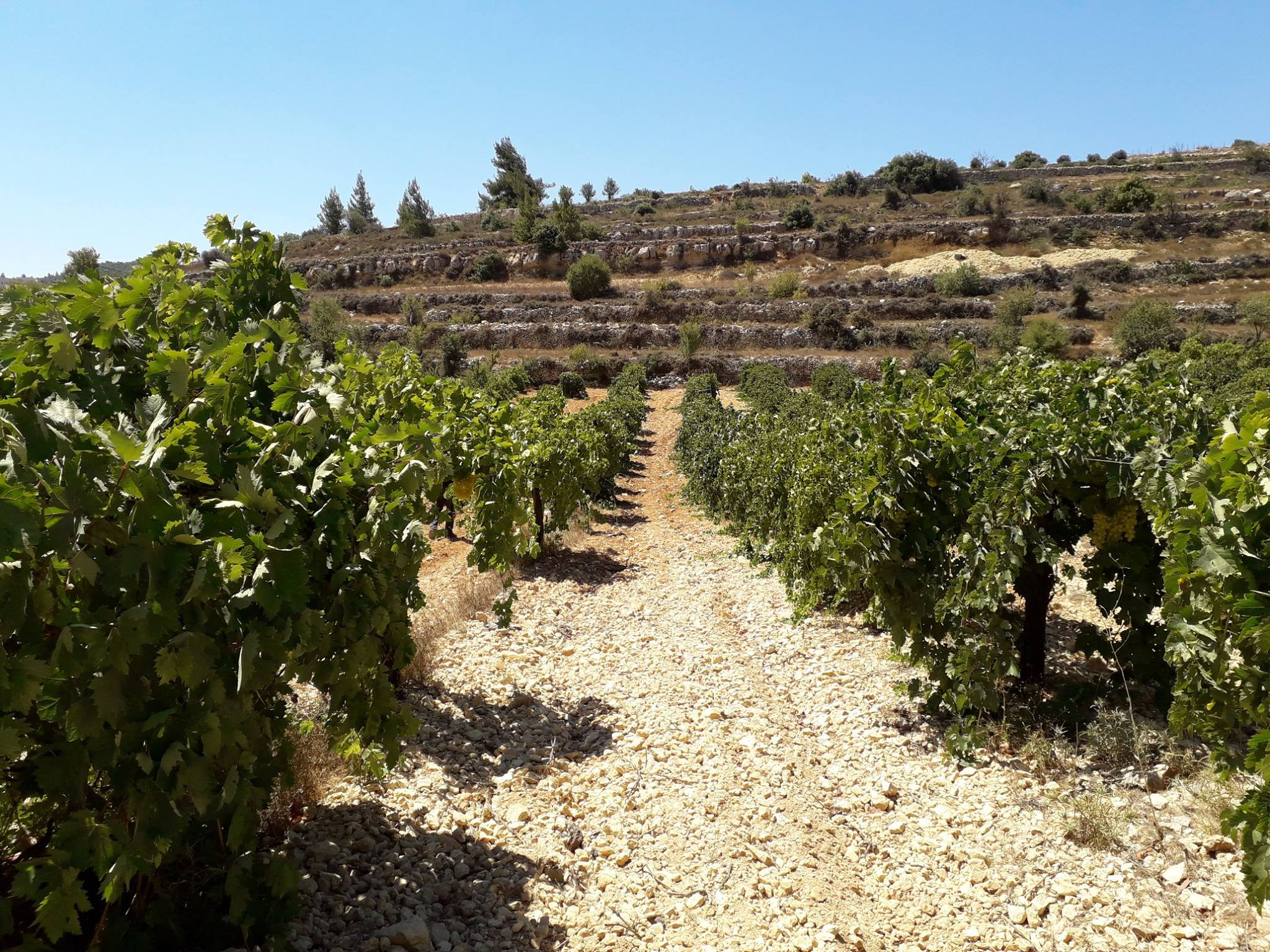
أحد الحقول في قرية الخضر

وتحاول سلطات الاحتلال الإسرائيلي انتزاع باقي الأراضي الصالحة للزراعة فيها عبر فصلها بإقامة جدار الفصل العنصري.

## عائلات
من عائلات القرية: موسى، وصلاح(حماد ابو محمد الزياح ابو سالم)، وغنيم، وعيسى، وصبيح، ودعدوع وغيرهم.ويعتقد ان اصول أهل القرية تعود إلى قرية الولجة المجاورة حيث غادر مجموعة منهم القرية قبل عشرات السنين وسكنوا قرب دير الخضر وسموا باسمه.[بحاجة لمصدر]